# Филипп Вюртембергский
Филипп Александр Мария Эрнст Вюртембергский (нем. Philipp Alexander Maria Ernst von Württemberg; 30 июля 1838, Нёйи-сюр-Сен — 11 октября 1917, Штутгарт) — герцог Вюртембергский, вюртембергский генерал-полковник (25 февраля 1913).

## Биография
Филипп — сын герцога Александра Вюртембергского и Марии Кристины Орлеанской. Его мать умерла, когда Филиппу было шесть месяцев. Детство Филиппа прошло при дворе в Париже на попечении его деда короля Луи-Филиппа и бабки королевы Марии Амалии. Вюртембергский дом был протестантским, тем не менее Филиппа крестили по католическому обряду. В 1848 году королевская семья бежала из Парижа от революции. Филипп вернулся к отцу и поселился во дворце Фантазия в Байрейте.
Герцог Филипп добивался руки принцессы Софии Баварской, младшей сестры императрицы Австрийской Елизаветы. Получив отказ, в 1865 году Филипп женился на эрцгерцогине Марии Терезии Австрийской. В Вене супруги проживали в течение нескольких лет в построенном для них дворце на Рингштрассе, но затем продали его и поселились в Штрудельхофе. Дворец к Всемирной выставке 1873 года был переоборудован под отель и носит имя «Империал». Герцог любил охоту и занимался фотографией.
В Вюртембергском королевстве к концу XIX века стало очевидным, что у короля Вильгельма II нет наследника мужского пола. В других ветвях Вюртембергского дома также не было соответствующих наследников, и Вюртемберг должен был перейти герцогу Филиппу. Тем не менее, Филипп был старше короля на десять лет, и наследником в Вюртемберге сразу стал рассматриваться его сын Альбрехт. Герцог Филипп проживал с семьёй во Дворце принцев в Штутгарте и после смерти был похоронен в Людвигсбурге. В 1927 году по настоянию сына останки Филиппа были перезахоронены в новой семейной усыпальнице в дворцовой церкви Святого Михаила в Альтсхаузене. Герцог Филипп является родоначальником современного Вюртембергского дома.

## Потомки
18 января 1865 года в венском Хофбурге герцог Филипп женился на эрцгерцогине Марии Терезии Австрийской, дочери эрцгерцога Альбрехта Тешенского. У супругов родились:
- Альбрехт (1865—1939), женат на Маргарите Софии Австрийской, дочери Карла Людвига Австрийского
- Мария Амалия Вюртембергская (1865—1883), младшая сестра-близнец Альбрехта, умерла от туберкулёза
- Мария Изабелла (1871—1904), замужем за Иоганном Георгом Саксонским (1869—1938)
- Роберт (1873—1947), женат на Марии Иммакулате Австрийской (1878—1968), дочери эрцгерцога Карла Сальватора Австрийского (1839—1892)
- Ульрих (1877—1944)